# SM-veckan 2015 (sommar)
SM-veckan sommar 2015 avgjordes i Sundsvall 29 juni–5 juli, som den sjätte sommarupplagan i ordningen av SM-veckan. Tävlingarna arrangerades av Riksidrottsförbundet (RF), Sveriges Television (SVT) och Sundsvalls kommun. Från början hade Gävle tilldelats tävlingarna, men eftersom de inte kunde bygga en simanläggning som klarar SM-kraven tillfrågades Sundsvall om värdskapet. Sundsvall hade tidigare arrangerat SM-veckan vinter 2009 och 2011. I och med värdskapet för sommarveckan 2015 blev Sundsvall den första staden att arrangera både SM-veckan vinter och SM-veckan sommar.

## Deltagande sporter[1]
- Backe (Bil, crosskart, MC)
- Bangolf
- Beachvattenpolo
- Biljard
- Boule
- Brottning
- Bågskytte
- Casting
- Civil flygfemkamp
- Cykelsport
- Dragkamp
- Dragracing
- Fallskärmshoppning
- Flugkastning
- Friidrott (lag-SM)
- Frisbee (allround)
- Handigolf
- Inlinehockey
- Inlines
- Jetski
- Judo
- Kanotpolo
- Orientering (sprint, sprintstafett)
- Orienteringsskytte
- Precisionsflyg
- Rally
- Roller derby
- Rullskidor
- Simning
- Streetbasket (3x3)
- Styrkelyft
- Superenduro
- Tennis (lag-SM)
- Trampolin (Gymnastik)
- Truppgymnastik
- Tyngdlyftning
- Varpa
- Öppet vatten-simning